# Avenida Pedro de Osma
La avenida Pedro de Osma es una de las principales avenidas del distrito de Barranco en la ciudad de Lima, capital del Perú. Se extiende de norte a sur a lo largo de 5 cuadras. Su trazo es continuado al sur por la avenida Chorrillos en el distrito homónimo.

## Recorrido
Se inicia en el paseo Chabuca Granda, siguiendo el trazo de la avenida San Martín. En su cuadra 4 se ubica el museo Pedro de Osma. Por casi todo su recorrido se ha mantenido la línea del tranvía de Barranco, es una de las zonas más transitadas del distrito.

## Galería

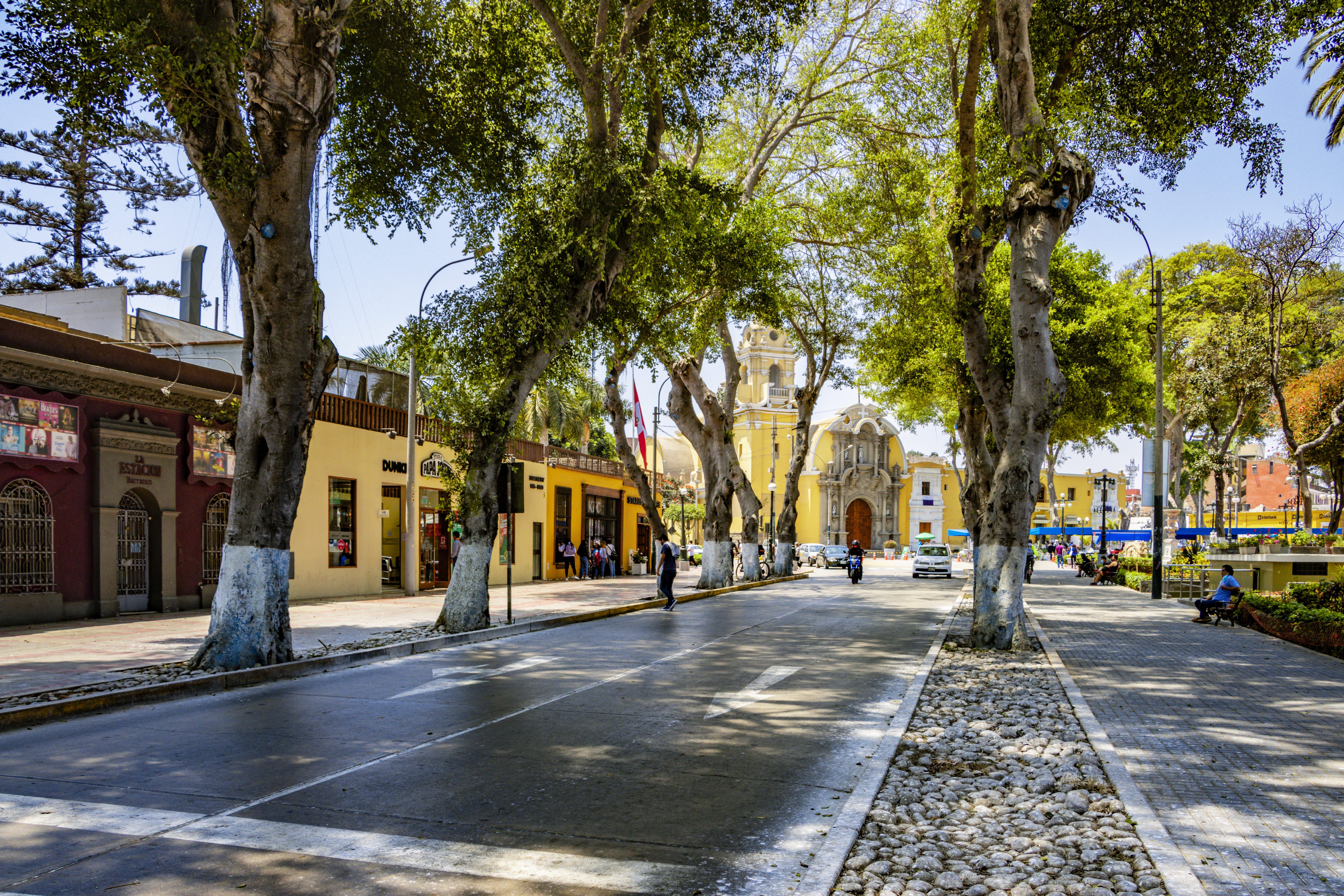
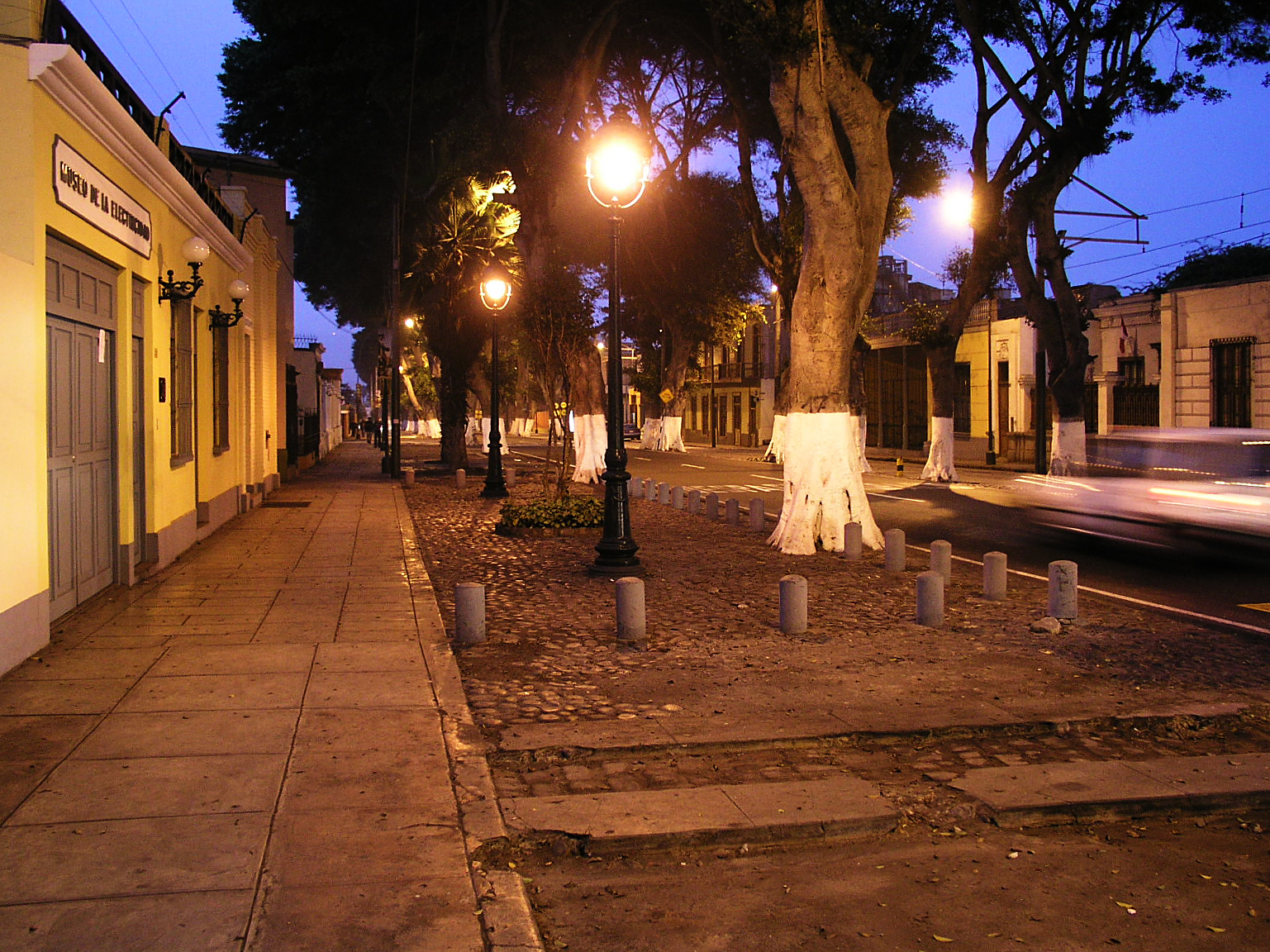
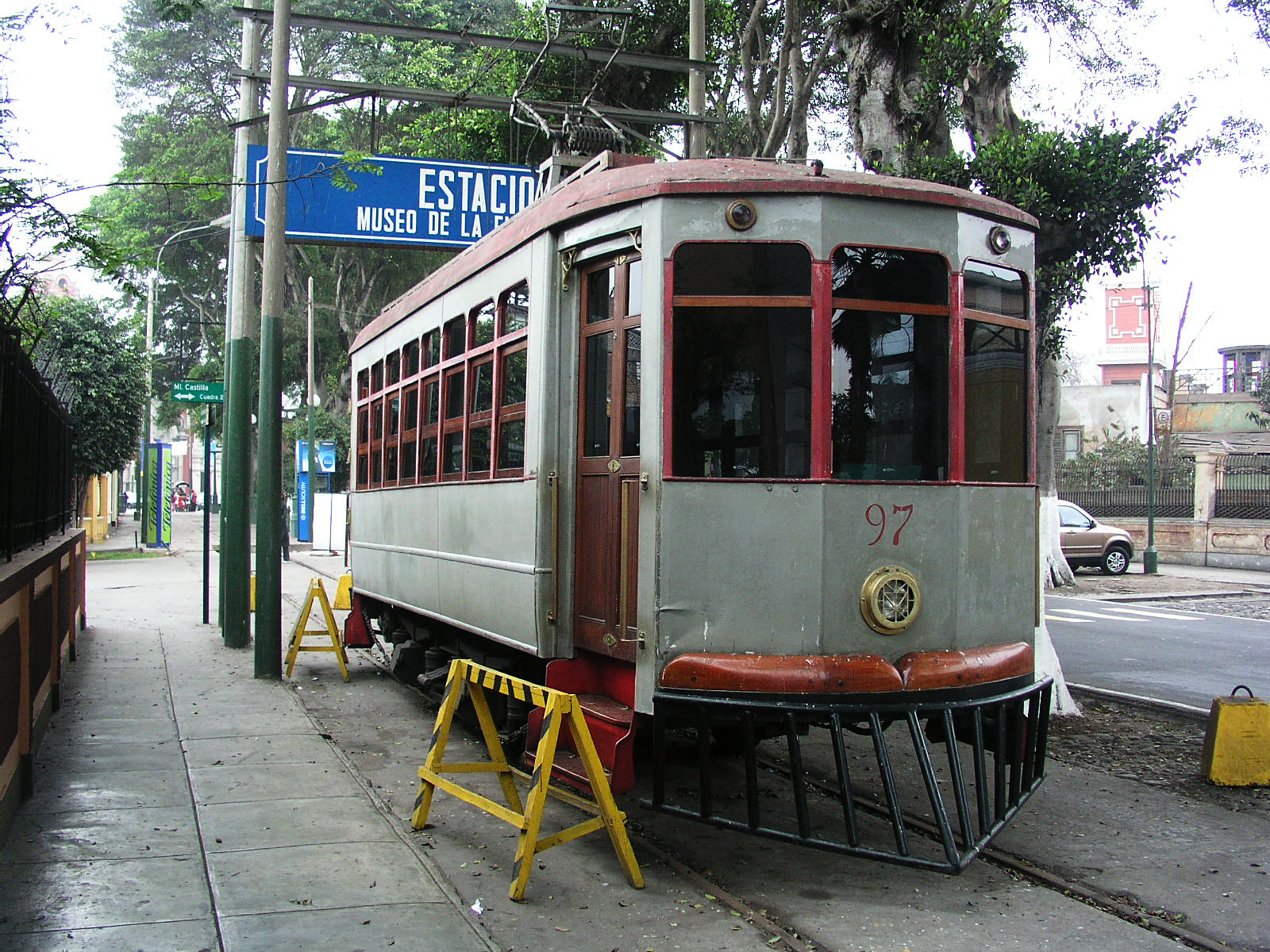